# Cevico de la Torre
Cevico de la Torre es un municipio de la comarca del Cerrato, en la Provincia de Palencia, comunidad autónoma de Castilla y León, España.

## Geografía

### Ubicación
Cevico limita con Hontoria de Cerrato por el norte, Valle de Cerrato y Vertavillo por el este, con Alba de Cerrato, Población de Cerrato y Cubillas de Cerrato por el sur, y con la Provincia de Valladolid y Dueñas por el Oeste.

## Historia

### Edad Antigua
En los cerros situados al Nordeste del casco de la villa de Cevico de la Torre, se hallan algunos restos arqueológicos de época celtibérica. Este poblado continuaría en época romana, ya que también fueron halladas, en su día, algunas monedas romanas de plata y, entre ellas, algunos denarios de Julio César, Tiberio y Calígula.

### Edad Media
En época visigoda siguió poblada por su excelente situación geográfica y la fertilidad de sus campos. Cevico de la Torre estuvo poblado en tiempos mozárabes (siglos VIII y XI), ya que se encontraron varios sarcófagos y algunas monedas árabes ("dirhemes"). En el último tercio del siglo IX, al ser reconquistada esta zona por las tropas cristianas de Alfonso II "El Magno", sería fortificado y repoblado este lugar para posteriormente ser Cabeza de Alfoz. Todo parece indicar que la "torre" medieval de Cevico se hallaba ubicada en el montículo donde hoy se asienta el templo parroquial de San Martín. Acaso, en la construcción de esta iglesia de San Martín, se aprovecharan las piedras de dicha torre o atalaya.
En 1059, figura en un documento que el rey Don Fernando I confirmaba las donaciones que hizo su padre Sancho "El Mayor" a la diócesis de Palencia, restaurada por este último en 1035. En 1119, la reina Doña Urraca de Castilla hizo donación de la villa de Cevico de la Torre a favor de su cohermana doña Estefanía Armengol, nieta del Conde Pedro Ansúrez. En el siglo XII, fue construido el primitivo palacio que perteneció, en el transcurso del tiempo, a distintos personajes de la nobleza entre los que figuraban el duque de Arcos y el Conde de Oñate. Dicho palacio estuvo defendido por cuatro torreones, barbacana y muralla; tan sólo quedan hoy día restos de dicho edificio. La Ermita de Nuestra Señora de Palacios perteneció a los Caballeros del Temple.
En el siglo XIII fue construido el Monasterio de Aguachal; en 1255, el rey Don Alfonso X dio a doña Mayor Arias, viuda de Garci Fernández, Mayordomo Mayor de la reina doña Berenguela en recompensa de sus servicios, el señorío y demás derechos pertenecientes a la Corona en Cevico de la Torre, excepto el ejercicio de la Justicia y el tributo llamado “moneda”; pero, dicho monarca mandó destruir la "torre" y prohibió que en el futuro en esta villa se construyera ningún castillo ni torre, sin previa autorización suya.
Existían en esta villa dos templos parroquiales: la primitiva iglesia de San Martín, anterior a la actual y de la misma advocación, y la iglesia de Santa María, hoy desaparecida; ambos edificios, acaso, fuesen de estilo románico. En 1352, en cuanto a lo civil, Cevico de la Torre era lugar solariego de la Merindad de Cerrato y pertenecía a Don Nuño y al Señor de Vizcaya. El señorío de esta villa pasó después a los Condes de Oñate, herederos de los Señores de Vizcaya. Ya en 1474, existían judíos en Cevico de la Torre; por el repartimiento de tributos efectuado dicho año por Rabbi Jacob Aben-Núñez, a las aljamas de Cevico de la Torre, Castrillo de Onielo y Pinilla, se sabe que dichas juderías pagaban, en conjunto, 700 maravedíes.

### Edad Moderna
A mediados del siglo XVI, Cevico de la Torre era señorío de don Rodrigo Manuel; en el último tercio del siglo XVI, se construiría la actual iglesia Parroquial de San Martín, que vino a sustituir al primitivo templo de igual advocación por hallarse este en ruinas. La edificación de este templo monumental, que subsiste en la actualidad, fue encargada a Francisco del Río, maestro de cantería, de la Merindad de Trasmiera, pero este, en 1580, tuvo que traspasar la ejecución de dicha obra a Pedro y Francisco del Río, ambos, ya que, el primero no pudo cumplir su compromiso por estar al servicio del Rey Don Felipe II, en la grandiosa obra del Monasterio de El Escorial. Esta monumental Iglesia Parroquial de San Martín es de tipo renacentista -estilo arquitectónico imperante en la época de su construcción- y está levantada sobre un montículo al que se accede por una gran escalinata de piedra.
Ya en 1752, Cevico de la Torre era villa de señorío de la provincia de Palencia, con Gobernador y Teniente, pertenecía al Duque de Arcos, Maqueda y Nájera; su población era de 302 vecinos y había 216 casas habitables y tres inhabitables. Entre los edificios habitables figuraba el Palacio del Duque de Arcos. En 1785, Cevico de la Torre era villa de señorío secular del Partido de Cerrato en la Provincia de Palencia con Alcalde Mayor nombrado por el duque de Nájera. En esta villa del Cerrato residieron, en diferentes épocas, varios personajes de la nobleza. Además, algunos edificios ostentaban escudos heráldicos de los Oñate, Aguirre, Monedero, Salas y Nieto.

### Edad Contemporánea
Aún en 1826, además del templo parroquial, existían en Cevico de la Torre cinco Ermitas, de las que una de ellas, Nuestra Señora de Palacios, pertenecía a la Orden de San Juan y fue iglesia de los Templarios en la Edad Media. En esta época la villa continuaba siendo cabeza de arciprestazgo en la diócesis de Palencia y, además de la iglesia parroquial de San Martín, permanecían en pie las Ermitas de Nuestra Señora del Monte, Nuestra Señora de Palacios y la de Santa Ana; existía también en ese tiempo, el Palacio del conde de Oñate.

### SigloXIX
Así se describe a Cevico de la Torre en la página 381 del tomo VI del Diccionario geográfico-estadístico-histórico de España y sus posesiones de Ultramar, obra impulsada por Pascual Madoz a mediados del siglo XIX:

CEVICO DE LA TORRE

Villa con ayuntamiento en la provincia y diócesis de Palencia (3 leguas), partido judicial de Baltanás (3), audiencia territorial y capitanía general de Valladolid (5).
Situada a la parte del S en el declive más inferior de un empinado cerro que corre de E a O. El clima es frío en las dos terceras partes del año y en la otra templado, reinando en aquellas los vientos del N y en esta los del S. Las enfermedades más comunes son pulmonías, pleuresías, gastritis, gastroenteritis, reumas crómicas y algunas intermitentes.
Se compone de 413 casas de 18 a 20 pies de altura con 2 pisos; hay como unas 40 de muy buena construcción y distribución interior, las demás carecen de estas circunstancias y todas forman cuerpo de población. Tiene 3 plazas bastante grandes, y en la una, una olma de 6 varas de circunferencia, que dicen se plantó con el objeto de probar a su sombra los mejores vinos del pueblo. Las calles son regulares, empedradas y limpias, viéndose en una de ellas un palacio propio del conde de Oñate que nada tiene de particular.
Hay una escuela de primeras letras para niños y otra para niñas; a la primera concurren 96 alumnos, cuyo maestro está dotado con 2.600 reales anuales, y a la segunda 30 sin más dotación que las asignaciones de las mismas.
La iglesia parroquial, bajo la advocación de San Martín, es cabeza de arciprestazgo, y está servida por 6 beneficiados y un cura párroco de oposición. Hay además 3 ermitas dedicadas a Nuestra Señora del Monte, a Nuestra Señora de Palacios y a Santa Ana, esta última está situada en medio del pueblo, sirve de ayuda de parroquia; y las otras se hallan, la primera en lo más encumbrado de un cerro a la parte del S, y la segunda en la vega, y unido a ella el cementerio.
Fuera de la villa existen dos fuentes, de las cuales una es azufrosa y por consiguiente impotable, y la otra que es de la que se surte el vecindario, de buenas aguas, aunque muy escasas.
Confina el término N Valle, Hontoria y Tariego; E Castrillo y Vertabillo y Alba; S Población y Cubillas, y O Dueñas y Valoria; el que más a la distancia de 2 leguas.
El terreno participa de monte y llano, si bien el primero se encuentra tan destruido, que está reducido a páramo. El principal valle que constituye el feraz y hermoso término de esta población, es el que se extiende de E a O; le forman por la parte del S las cordilleras de los páramos de los Infantes hasta el monte de dicha villa, y por la del N las cuestas de Tariego, Valle y la del mismo pueblo que se describe, en cuya falda está situado.
Por todos los costados se ven grandes y frondosos plantíos de viñedo, con especialidad a la parte del S, y en el centro del valle se halla la tierra de pan llevar, de mucha miga y demasiado fértil; se siembra a dos hojas, y se labran como 4 a 6.000 obradas, 600 de primera clase, 2.000 de segunda y las restantes de tercera. Tiene también varias huertas donde se cogen excelentes hortalizas.
Bañan las tierras de su jurisdicción dos arroyos que nacen el uno a 1 1/2 legua en el campo de Valle, y el otro en Cevico Navero; corren ambos por la vega en dirección de E a O, reuniéndose con el Pisuerga en la villa de Dueñas.
Caminos: el general de Aragón y Valencia para Asturias, Galicia y Santander, el cual se halla en regular estado; los demás son locales y carreteros la mayor parte, y se dirigen a los pueblos limítrofes, en tiempo de invierno intransitables. La correspondencia la reciben de la administración de Palencia por medio de un valijero pagado por el ayuntamiento; llega los martes y viernes y sale en los mismos días.
Producciones: trigo, cebada, centeno, legumbres, mucha uva, vino y miel; ganado lanar, y caza de pocas perdices, liebres y conejos; también hay minas de yeso y canteras de piedra, de que se aprovechan los habitantes para sus usos. 
Industria: la agrícola, 2 molinos de harina y 2 alfarerías. 
Comercio: consiste en el tráfico de vino y granos.
Población: 387 vecinos, 2.003 almas.

Capital productivo: 764.290 reales. Imponible: 48.539. El presupuesto municipal asciende a 18.000 reales, que se cubren con el producto de propios y arbitrios.

## Geografía humana

### Demografía
Cuenta con una población de 475 habitantes (INE 2024).

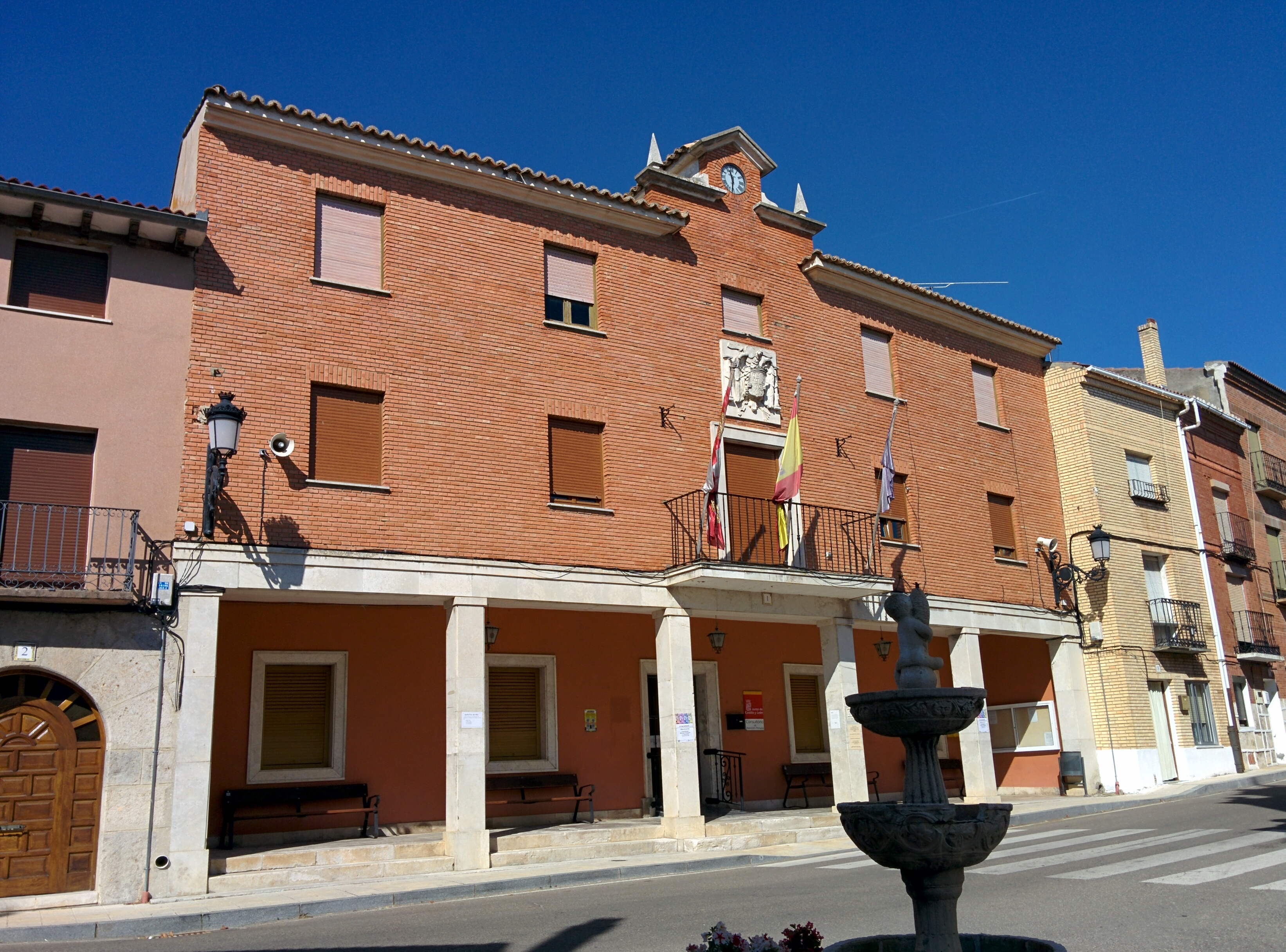
Casa consistorial

| Gráfica de evolución demográfica de Cevico de la Torre entre 1842 y 2021                                              |
| |
| Población de derecho según los censos de población del INE. Población de hecho según los censos de población del INE. |

## Servicios públicos
- Residencia de personas mayores Santa Eugenia. Se localiza al comienzo del pueblo y es propiedad de la Fundación Pedro Monedero.[4]
- Complejo Polideportivo Municipal. Ocupa una extensión de 19.900 m², situado en un parque natural en pleno casco urbano. Comprende, el polideportivo municipal, la piscina municipal estival, vestuarios, bar, campo de futbol 7, pista de tenis, pista de fútbol sala y frontón cubierto. En las instalaciones hay además, zonas verdes, un palomar, un estanque y una zona de juegos infantiles.[5]

## Patrimonio histórico-artístico

### Patrimonio religioso

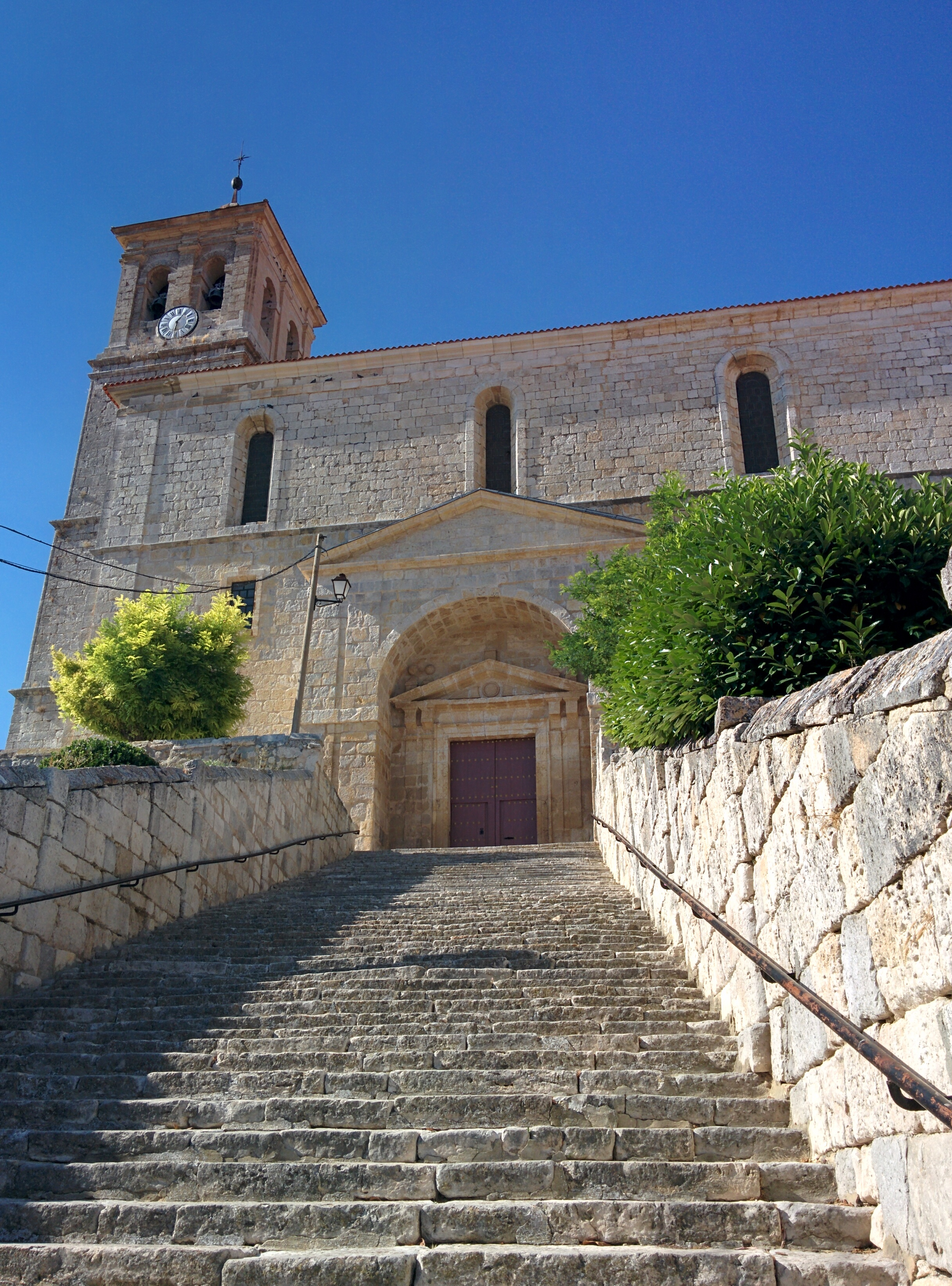
Iglesia de San Martín

En el último tercio del siglo XVI, se construiría la actual Iglesia de San Martín, que vino a sustituir al primitivo templo de igual advocación por hallarse este en ruinas. La edificación de este templo fue encargada a Francisco del Río, maestro de cantería de la Merindad de Trasmiera, pero este, en 1580, tuvo que traspasar la ejecución de dicha obra por estar al servicio del Rey Don Felipe II en la obra del Monasterio de El Escorial, más concretamente, en la Capilla. Su finalización completa llegó en 1611 con Bartolomé de la Calzada, con una esbelta torre de cuatro cuerpos cuyo cuerpo final, alojando la campanería, es obra de esta época. Esta monumental Iglesia es de tipo renacentista herreriano -estilo arquitectónico imperante en la época de su construcción- y está levantada sobre un montículo al que se accede por una gran escalinata de piedra. El acceso actual se realiza por el lateral de la epístola a través de una portada de principios del siglo XVII, y en el interior se aprecia una arquitectura regia como la exterior. La cubierta en gran parte de la nave es de construcción moderna en madera, ya que las bóvedas originales se derrumbaron en el año 2003. Hacia la cabecera puede apreciarse el último cuerpo de bóveda, que sí conserva las yeserías originales. En la sacristía, por otro lado, se conservan unas elaboradas yeserías rococó del siglo XVIII para la bóveda que cierra su techo. En su interior se aprecian un retablo mayor y tres retablos menores, además de numerosas imágenes repartidas por el espacio del templo. 

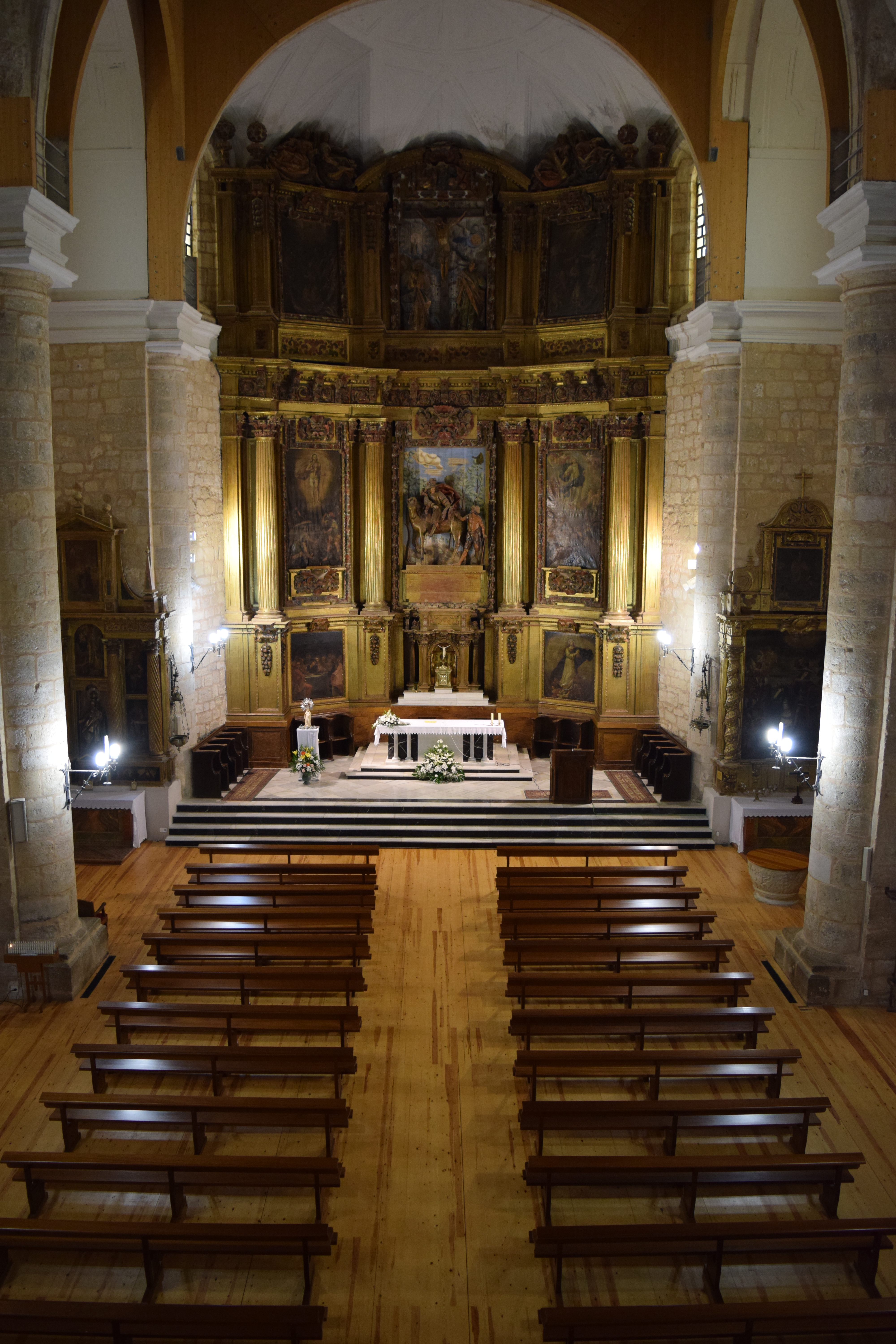
Interior de la iglesia de San Martin

El retablo mayor fue construido entre los años 1666 a 1670, por Cristóbal Ruiz de Andino y Antonio de Villota, y dorado en 1676 por Gaspar Díez del Pozo. Contiene pinturas de gran formato de la Santa Cena, la Inmaculada, la Resurrección, y la Asunción. El conjunto escultórico de San Martín y el mendigo y el Calvario son obras del escultor Andrés de Oliveros de 1672, mientas que el tabernáculo contiene un Cristo de marfil del siglo XVIII. En el lado del Evangelio se sitúa un retablo barroco de 1624, labrado por Marcos de Garay, con seis pinturas sobre tabla con asuntos de la vida de la Virgen, y una escultura de la Virgen con el Niño, atribuible a Francisco Alonso. A su lado, sobre el acceso a la sacristía, hay un cuadro de Cristo vestido de Sacerdote del siglo XVII del taller de Felipe Gil de Mena, y más adelante, entre varias imágenes distribuidas a lo largo del muro, destaca una de San Miguel, del taller de Juan de Ávila, del siglo XVIII.  En el lado de la epístola se cuenta con un retablo barroco con una pintura de San Martín y el pobre junto con motivos de Ánimas, atribuible al pintor de Dueñas; y frente a él, se halla una pila bautismal del siglo XVI. Continuando por este lateral se encuentra un retablo rococó sin dorar que contiene una Virgen del Rosario y un San Sebastián. Por este recorrido se encuentra una escultura de Juan Bautista atribuible al ya citado taller de Juan de Ávila. En la capilla situada al pie de la nave central, en su día zona de acceso preferente al templo, se encuentran depositadas varias imágenes; entre ellas la más valiosa la Virgen de Nuestra Señora de Palacios, talla románica de los siglos XII-XIII que fue trasladada desde la ermita de dicho nombre. El magnífico órgano con el que también se cuenta en el templo es obra de Francisco Fernández de Valladolid, de 1790. Fue restaurado en el año 2005 por el Taller de Organería Acitores, y luce una caja de rico colorido coronada por un ángel músico. Esta iglesia está abierta al público durante los veranos durante mañanas y tardes, y una vez al año se ofrecen conciertos de órgano.

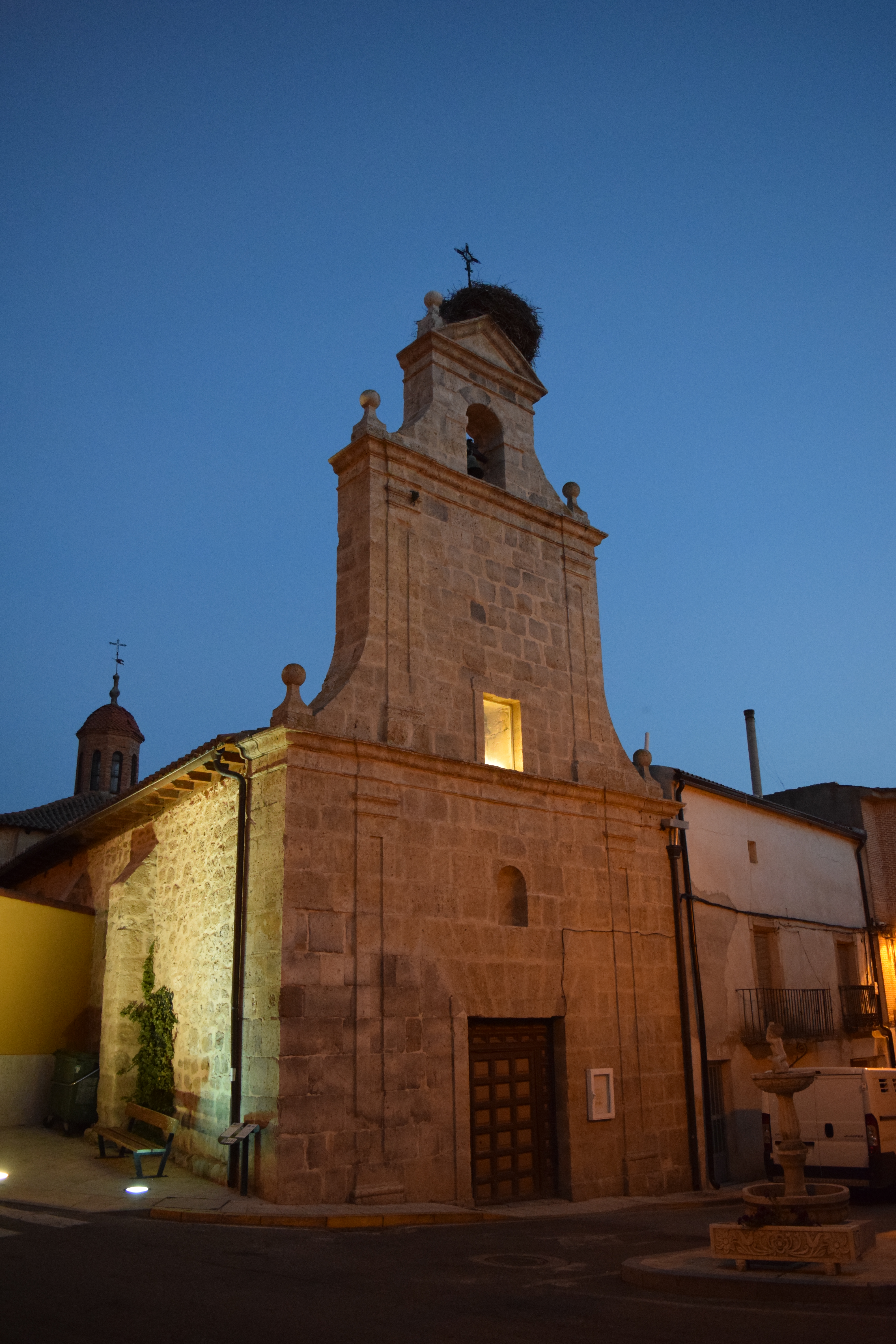
Iglesia de Santa Ana
Este templo del siglo XVII está advocado a San Joaquín y Santa Ana, y consta de una nave con crucero. Tuvo un retablo mayor central del que se conservan sólo sus imágenes de San Joaquín, Santa Ana y un Crucificado. A los laterales se encuentran dos retablos barrocos del siglo XVIII que contienen las imágenes de la Inmaculada y de San José. En la sacristía se conserva una bóveda de  exuberantes yeserías barrocas.
Ermita de Nuestra Señora del Rasedo
Esta ermita situada sobre un cerro de más de 200 pies de elevación y llamada vulgarmente del Monte, fue fundada an el siglo XVI con motivo de haberse aparecido o hallado su imagen en el hueco de un roble y en el mismo sitio en el que se encuentra. El aspecto que ofrece hoy es fruto de una reconstrucción casi completa en 1942, en la que se amplió la longitud de la nave central y se construyó la espadaña. La portada original del templo era de estilo renacentista con un frontón triangular y un acceso porticado. Contiene un retablo de principios del siglo XVIII de tipo camarín en el que se aloja la imagen de la Virgen del Rasedo, escultura de alabastro del siglo XVI. Los lienzos que también contiene este altar representan las imágenes del Nacimiento de la Virgen, San Ildefonso, Santa Cecilia, y María Inmaculada. En la sacristía se conserva un interesante conjunto de azulejería renacentista, y se admiraron también en su momento en ella cinco tablas góticas de los misterios de la Encarnación, Visitación, Presentación en el templo, Circuncisión y Adoración de los Reyes Magos.

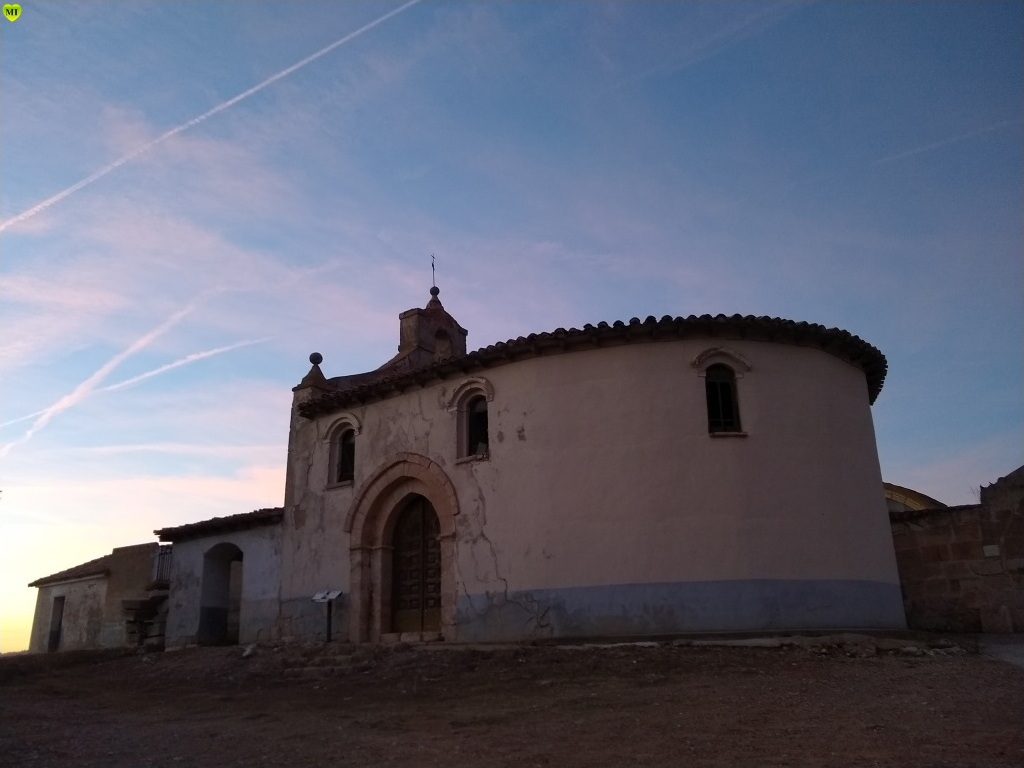
Ermita de Nuestra Señora de Palacios
Situada junto al cementerio, data del siglo XII, siendo el templo más antiguo de la localidad. Conserva aún restos románicos en el ábside y la puerta de acceso, aunque el aspecto que ofrece hoy es fruto de intensas remodelaciones. Sirvió como lugar de culto a las Caballeros del Temple y perteneció a la Orden de San Juan de Jerusalén hasta la Desamortización. Fue reedificada en 1933 con fondos de la Fundación Monedero, y por ello contiene un mausoleo con los restos de D. Pedro Monedero Martín, con una escultura realizada a partir de su máscara mortuoria. En su momento en este templo se encontraba expuesta la imagen de Nuestra Señora de Palacios, en un pequeño altar de estilo rococó. Actualmente el edificio adolece estado de ruina, con mal estado de la cubierta, del pórtico exterior, y de cerramientos. La imagen románica se encuentra hoy en día en la iglesia de San Martín.

### Patrimonio civil
Casa Fuerte Medieval
También llamado Palacio de los Oñate, es una construcción del siglo XIV. En el siglo XIII el Rey Alfonso X manda destruir la torre. Tuvo cuatro torreones y una muralla de mampostería. En la actualidad sus restos se encuentran revestidos de construcciones modernas. Por encima de las viviendas pueden verse restos de sillería pertenecientes al palacio. En la parte posterior una torre cilíndrica construida en piedra blanca irregular. En el interior de una de las viviendas se conservan alfarjes con su decoración pictórica primitiva de origen mudéjar. Entre los escudos heráldicos que se conservan podemos ver el de los Tovas, los Castilla y los Sarmiento.
Conjunto urbano

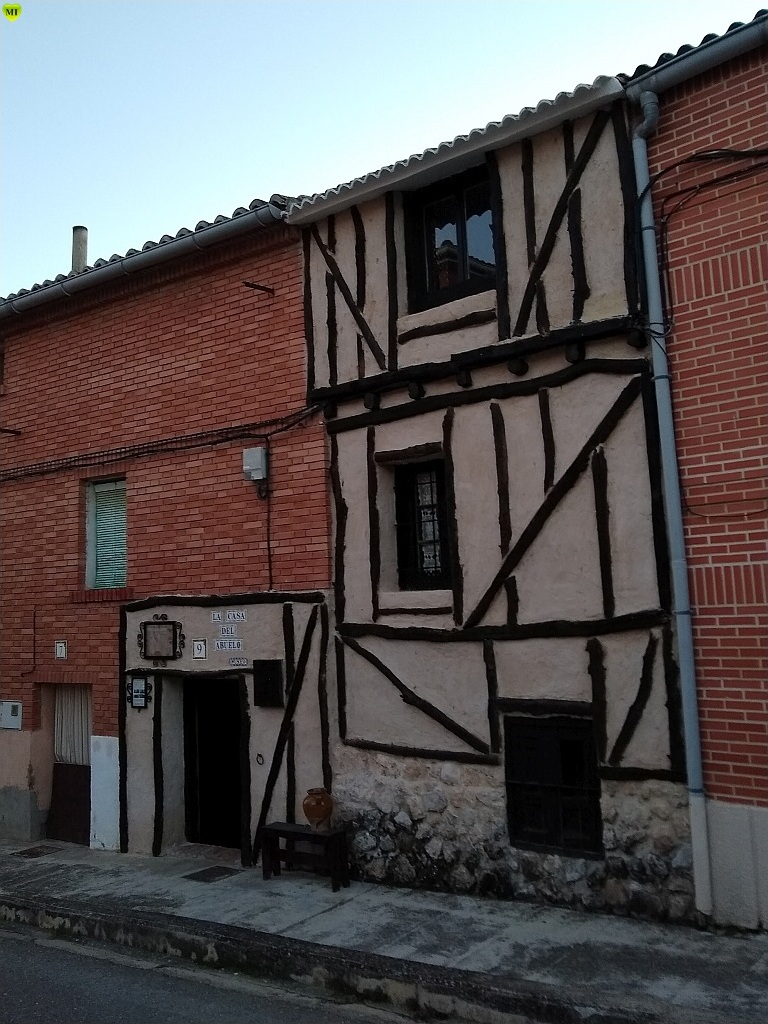
La casa del abuelo

Contiene arquitectura popular, varias casas blasonadas de los siglos XVII y XVIII, y calles estrechas y empinadas. A lo largo de la calle Pedro Monedero, la principal del pueblo, discurren la plaza de Santa Ana, la plaza de la Constitución, y la plaza Fernando Monedero, con los principales comercios y bancos. Hay además numerosas bodegas en la periferia del pueblo, dada la popular tradición de viñedos en la zona.
Escultura La Samaritana

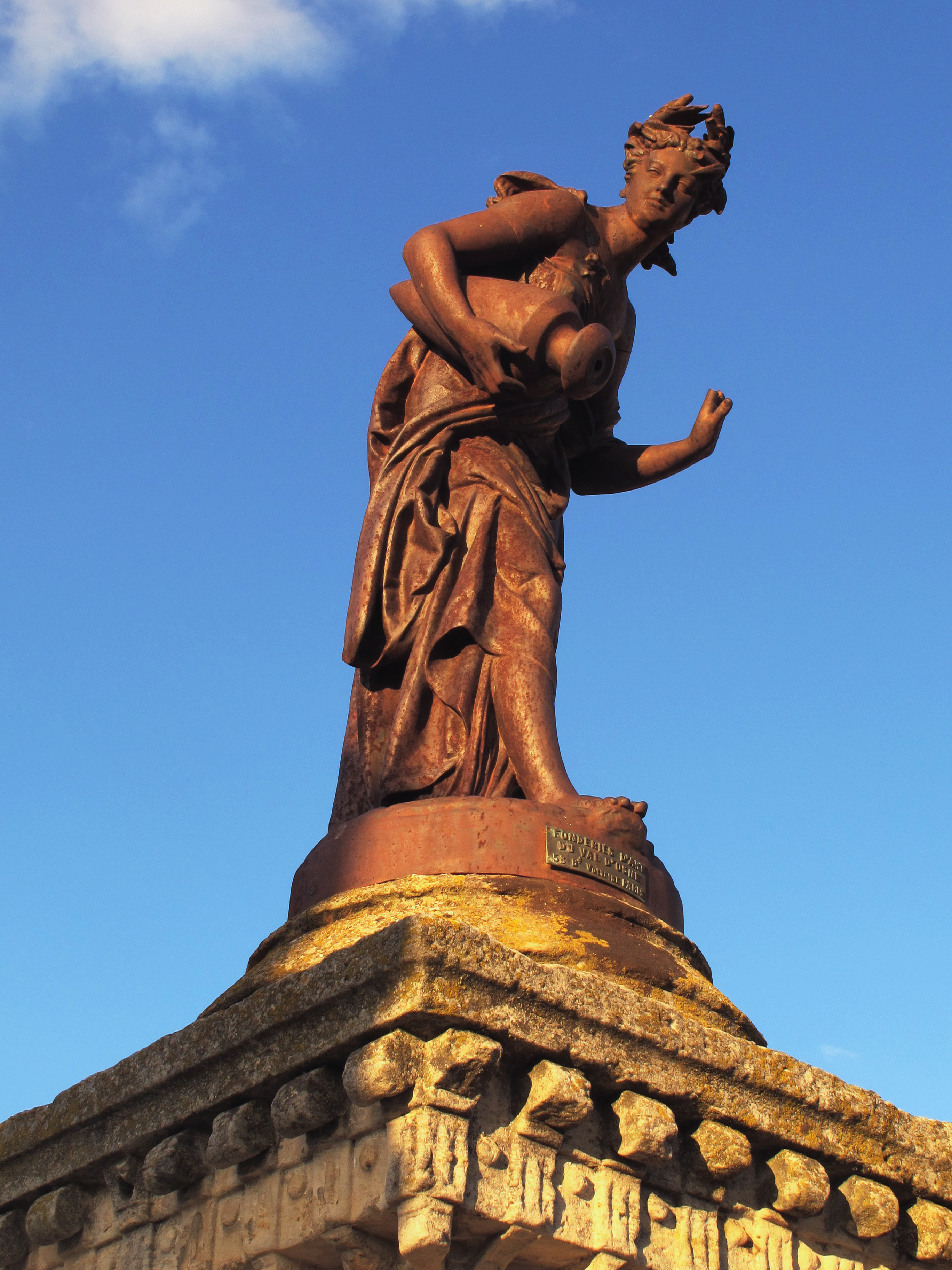
La Samaritana, ninfa de la fuente

También llamada Ninfa de la fuente. Es una escultura de hierro fundido esculpida en 1903 por el escultor francés Albert Carrier Belleuse. Fue fundida en la fundición de arte del Valle de Osne en la Mante-Masne francesa. Esculturas iguales a esta se encuentran en la plaza del hotel de la villa de Pans y en el Jardín de la Alameda de México.

### Patrimonio natural
Pradera de la Virgen del Monte. Se localiza en el Monte Rasedo, rodeada de encinas, cerca de la ermita de Nstra. Sra. del Rasedo. Está acondicionada con mesas de piedra. La entrada de la pradera se presenta con un arco de piedra.

## Fiestas
- Las Letanías. Son las fiestas en honor a la Virgen del Rasedo, patrona del pueblo. Se celebran dos días antes de La Ascensión. En este día, se sube la imagen de la Virgen del Rasedo en procesión desde el pueblo hasta la ermita, y una vez arriba se hacen varias celebraciones.
- San Martín de Tours. Es el Santo titular de la parroquia y patrón del pueblo, su fiesta se celebra los días 11 y 12 de noviembre.
- La Semana Santa. Se caracteriza por la celebración de sus procesiones. La primera, es la del Domingo de Ramos, su recorrido transcurre desde la iglesia de Santa Ana, donde se bendicen los ramos, hasta la parroquia de San Martín. La procesión del Viernes Santo, es un acto de recogimiento y respetuoso silencio, en la que, durante todo el recorrido el coro parroquial entona el Miserere tradicional. La procesión del Encuentro, celebrado el Domingo de Pascua, da por finalizada la Semana Santa.

- Corpus - Christi. Fiesta ésta de gran tradición donde el sentir religioso va unido a la tradición de la danza. Es costumbre que el sacerdote portando la custodia con el Santísimo y bajo el palio recorra las calles del pueblo donde se colocan numerosos Altares adornados con flores, va acompañado por Los Danzantes, quienes al son de la dulzaina y el redoble, bailan ante el Santísimo durante toda la procesión. En su recorrido destaca la subida de los noventa y dos escalones de la gran escalinata hasta San Martín bailando, tradición singular del pueblo.

## Personalidades
- Juan Chacón (Cevico de la Torre, 1578-Valladolid, 1639), filósofo y jesuita.